# Consiglio di sicurezza delle Nazioni Unite
Il Consiglio di sicurezza delle Nazioni Unite (in inglese United Nations Security Council, in sigla UNSC) è l'organo delle Nazioni Unite, composto dalle potenze globali e da altre potenze di rilievo, incaricato di mantenere la pace e la sicurezza internazionali in conformità con i principi e le finalità delle Nazioni Unite.

## Funzioni
Secondo la Carta delle Nazioni Unite gli altri suoi compiti sono:
1. indagare su qualsiasi controversia o situazione suscettibile di portare ad attriti internazionali;
2. raccomandare metodi di soluzione di tali controversie o i termini per un possibile accordo;
3. formulare piani per l'istituzione di un sistema di regolamentazione degli armamenti;
4. determinare l'esistenza di una minaccia alla pace o di un atto di aggressione e raccomandare le azioni che dovrebbero essere intraprese;
5. invitare i deputati ad applicare sanzioni economiche e altre misure che non implicano l'uso della forza per prevenire o fermare l'aggressione;
6. intraprendere azioni militari contro un possibile aggressore;
7. raccomandare l'ammissione di nuovi membri;
8. esercitare le funzioni di amministrazione fiduciaria delle Nazioni Unite in "aree strategiche";
9. raccomandare all'Assemblea Generale la nomina del Segretario Generale e, insieme all'Assemblea, eleggere i giudici della corte internazionale di giustizia

Lo Statuto delle Nazioni Unite, firmato il 26 giugno 1945, dispose la sua creazione, ma la prima riunione fu il 24 ottobre 1945 per la ratifica dello Statuto con i soli cinque membri permanenti. Si riunì però per la prima volta come plenum il 17 gennaio 1946 a Londra: alla riunione parteciparono anche i membri non permanenti, la cui elezione era avvenuta cinque giorni prima.
Lo scopo del Consiglio è stabilito dall'articolo 24 dello Statuto delle Nazioni Unite, al consiglio viene conferita "la responsabilità principale del mantenimento della pace e della sicurezza internazionale". Le decisioni del Consiglio necessitano di una maggioranza di almeno nove dei quindici membri e di tutti i cinque membri permanenti, se si tratta di un voto su una questione non procedurale.

## Membri
Il Consiglio è composto da cinque membri permanenti e dieci membri non permanenti eletti in rappresentanza dei paesi membri delle Nazioni Unite. L'Assemblea Generale elegge i dieci membri non-permanenti (cinque all'anno) con un mandato di due anni a partire dal 1º gennaio. I membri sono scelti dai Gruppi Regionali e confermati dall'Assemblea Generale. Un rappresentante di ogni Paese membro deve essere costantemente presente presso la sede in modo che il consiglio possa riunirsi in ogni momento.
Uno Stato membro delle Nazioni Unite, ma non del Consiglio di sicurezza può prendere parte alle sedute del Consiglio se esso ritiene che le decisioni prese possano coinvolgere gli interessi del Paese. Negli anni recenti questa norma è stata interpretata in senso molto ampio, consentendo a molti Paesi di partecipare alle sedute e alle discussioni. Il Presidente del Consiglio di sicurezza cambia con una turnazione mensile tra i membri seguendo l'ordine alfabetico dei Paesi. Anche il Segretario Generale delle Nazioni Unite ha un seggio presso il Consiglio di sicurezza, ma non ha diritto di voto.

### Elenco completo membri

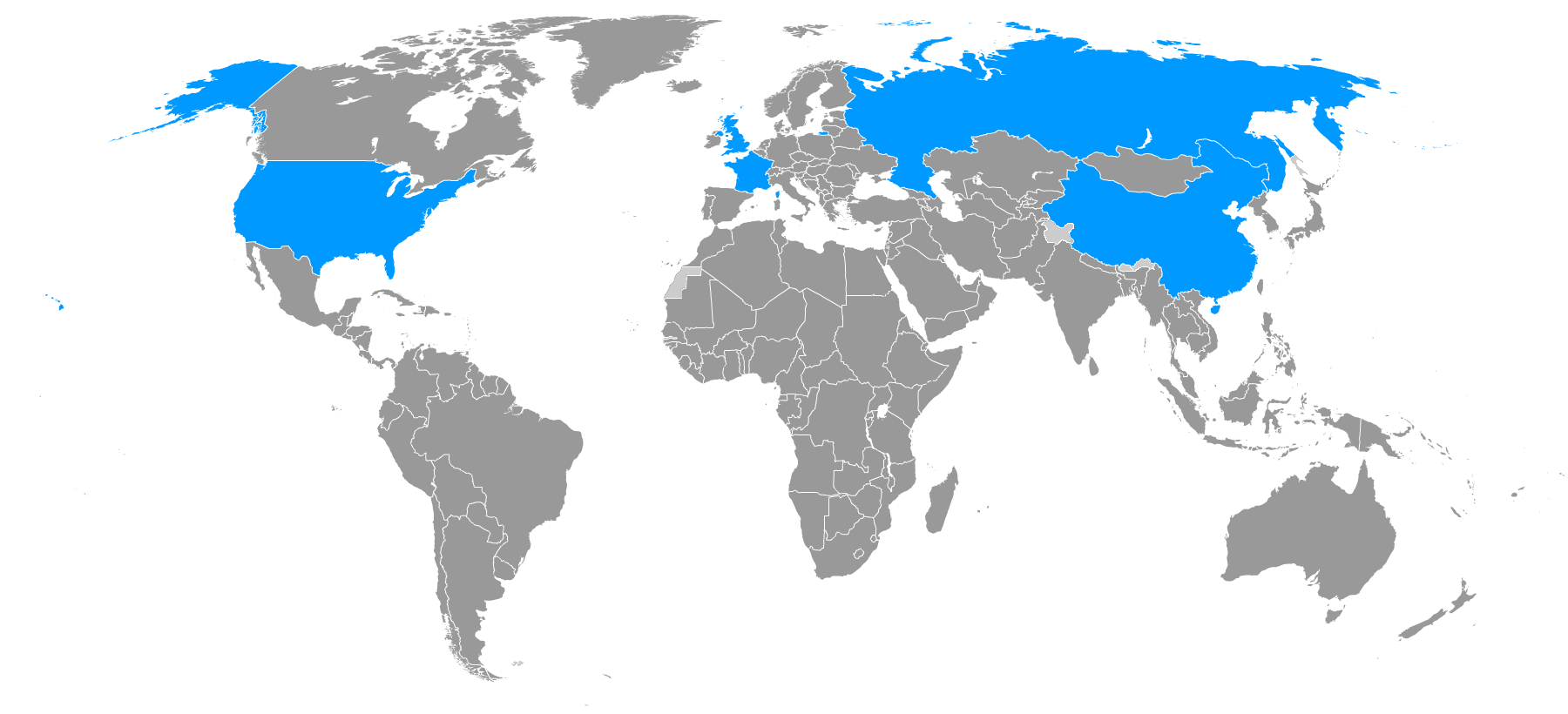
I cinque Stati con un seggio permanente al Consiglio

#### Membri permanenti
I membri permanenti del Consiglio sono cinque degli Stati vincitori della seconda guerra mondiale, ossia:
- Cina (fino al 1971  Repubblica di Cina)
- Francia
- Regno Unito
- Russia (fino al 1991  Unione Sovietica)
- Stati Uniti

L'ex segretario generale Kofi Annan ha incaricato un gruppo di consulenti di esporre delle raccomandazioni in merito a una riforma del Consiglio. Una delle soluzioni proposte è quella di ampliare il numero di membri permanenti.
Nel settembre 2004 il Brasile, l'India, il Giappone e la Germania hanno concordato di appoggiarsi reciprocamente per ottenere un seggio permanente (vedi G4). Nell'ambito della riforma del consiglio dovrebbe essere ammesso anche uno Stato africano, sono in discussione la Nigeria, il Sudafrica e l'Egitto. 
In futuro si prevede che agli attuali 
cinque membri permanenti si aggiungano alcuni Paesi che ne hanno fatto richiesta, tra cui il Giappone e la Germania, rispettivamente secondo e terzo paese finanziatore delle Nazioni Unite. La Germania è anche il secondo paese, dopo gli Stati Uniti, come contribuente di truppe partecipanti a missioni delle Nazioni Unite. Italia e Paesi Bassi hanno suggerito, al posto della candidatura di un terzo paese europeo, l'istituzione di un seggio assegnato all'Unione europea.
La candidatura dell'India è appoggiata da Francia, Regno Unito e Russia. L'appoggio da parte della Cina rappresenta una svolta significativa nelle relazioni tra i due paesi, considerando che l'alleato tradizionale della Cina, il Pakistan, si oppone alla candidatura dell'India.
Gli Stati Uniti propongono eventualmente la creazione di due seggi permanenti nel Consiglio di Sicurezza per i paesi africani, in caso di allargamento del Consiglio di Sicurezza.
Nel saggio Lo scontro delle civiltà, il politologo Samuel P. Huntington auspica che il Consiglio di Sicurezza garantisca un posto di rappresentanza per lo Stato-guida di ciascuna delle nove civiltà da lui identificate a livello globale (cioè occidentale, latinoamericana, africana, islamica, sinica, indù, ortodossa, buddista e giapponese), per conseguire una "mediazione congiunta" dei conflitti fra Stati gestita dai corrispondenti Stati-guida. USA e Cina svolgono il ruolo di Stato-guida per la civiltà occidentale e per quella sinica, rispettivamente.

#### Membri non permanenti
- 1946:  Egitto,  Messico,  Paesi Bassi

- 1946 e 1947:  Australia,  Brasile,  Polonia

- 1947 e 1948:  Belgio,  Colombia,  Siria

- 1948 e 1949:  Argentina,  Canada,  RSS Ucraina

- 1949 e 1950:  Cuba,  Egitto,  Norvegia

- 1950 e 1951:  Ecuador,  India,  Jugoslavia

- 1951 e 1952:  Brasile,  Paesi Bassi,  Turchia

- 1952 e 1953:  Cile,  Grecia,  Pakistan

- 1953 e 1954:  Colombia,  Danimarca,  Libano

- 1954 e 1955:  Brasile,  Nuova Zelanda,  Turchia

- 1955 e 1956:  Belgio,  Iran,  Italia,  Perù

- 1956:  Jugoslavia

- 1956 e 1957:  Australia,  Cuba

- 1957:  Filippine

- 1957 e 1958:  Colombia,  Iraq,  Svezia

- 1958 e 1959:  Canada,  Giappone,  Panama

- 1959 e 1960:  Argentina,  Tunisia

- 1960:  Polonia

- 1960 e 1961:  Ceylon,  Ecuador

- 1961:  Liberia,  Turchia

- 1961 e 1962:  Cile,  Rep. Araba Unita

- 1962:  Irlanda,  Romania

- 1962 e 1963:  Ghana,  Venezuela

- 1963:  Filippine

- 1963 e 1964:  Brasile,  Marocco,  Norvegia

- 1964:  Cecoslovacchia

- 1964 e 1965:  Bolivia,  Costa d'Avorio

- 1965:  Malaysia

- 1965 e 1966:  Giordania,  Paesi Bassi,  Uruguay

- 1966:  Nuova Zelanda,  Uganda

- 1966 e 1967:  Argentina,  Bulgaria,  Giappone,  Mali,  Nigeria

- 1967 e 1968:  Brasile,  Canada,  Danimarca,  Impero d'Etiopia,  India

- 1968 e 1969:  Algeria,  Pakistan,  Paraguay,  Senegal,  Ungheria

- 1969 e 1970:  Colombia,  Finlandia,  Nepal,  Spagna,  Zambia

- 1970 e 1971:  Burundi,  Nicaragua,  Polonia,  Sierra Leone,  Siria

- 1971 e 1972:  Argentina,  Belgio,  Italia,  Giappone,  Somalia

- 1972 e 1973:  Guinea,  India,  Jugoslavia,  Panama,  Sudan

- 1973 e 1974:  Australia,  Austria,  Indonesia,  Kenya,  Perù

- 1974 e 1975:  Camerun,  Costa Rica,  Iraq,  Mauritania,  RSS Bielorussa

- 1975 e 1976:  Guyana,  Italia,  Giappone,  Svezia,  Tanzania

- 1976 e 1977:  Benin,  Libia,  Pakistan,  Panama,  Romania

- 1977 e 1978:  Canada,  Germania Ovest,  India,  Mauritius,  Venezuela

- 1978 e 1979:  Bolivia,  Cecoslovacchia,  Gabon,  Kuwait,  Nigeria

- 1979 e 1980:  Bangladesh,  Giamaica,  Norvegia,  Portogallo,  Zambia

- 1980 e 1981:  Filippine,  Germania Est,  Messico,  Nigeria,  Tunisia

- 1981 e 1982:  Giappone,  Irlanda,  Panama,  Spagna,  Uganda

- 1982 e 1983:  Giordania,  Guyana,  Polonia,  Togo,  Zaire

- 1983 e 1984:  Malta,  Nicaragua,  Paesi Bassi,  Pakistan,  Zambia

- 1984 e 1985:  Burkina Faso,  Egitto,  India,  Perù,  RSS Ucraina

- 1985 e 1986:  Australia,  Danimarca,  Madagascar,  Thailandia,  Trinidad e Tobago

- 1986 e 1987:  Bulgaria,  Emirati Arabi Uniti,  Ghana,  Rep. del Congo,  Venezuela

- 1987 e 1988:  Argentina,  Germania Ovest,  Giappone,  Italia,  Zambia

- 1988 e 1989:  Algeria,  Brasile,  Jugoslavia,  Nepal,  Senegal

- 1989 e 1990:  Canada,  Colombia,  Etiopia,  Finlandia,  Malaysia

- 1990 e 1991:  Costa d'Avorio,  Cuba,  Romania,  Yemen,  Zaire

- 1991 e 1992:  Austria,  Belgio,  Ecuador,  India,  Zambia

- 1992 e 1993:  Capo Verde,  Giappone,  Marocco,  Ungheria,  Venezuela

- 1993 e 1994:  Brasile,  Gibuti,  Nuova Zelanda,  Pakistan,  Spagna

- 1994 e 1995:  Argentina,  Nigeria,  Oman,  Rep. Ceca,  Ruanda

- 1995 e 1996:  Botswana,  Germania,  Honduras,  Indonesia,  Italia

- 1996 e 1997:  Cile,  Corea del Sud,  Egitto,  Guinea-Bissau,  Polonia

- 1997 e 1998:  Costa Rica,  Giappone,  Kenya,  Portogallo,  Svezia

- 1998 e 1999:  Bahrein,  Brasile,  Gabon,  Gambia,  Slovenia

- 1999 e 2000:  Argentina,  Canada,  Malaysia,  Namibia,  Paesi Bassi

- 2000 e 2001:  Bangladesh,  Giamaica,  Mali,  Tunisia,  Ucraina

- 2001 e 2002:  Colombia,  Irlanda,  Mauritius,  Norvegia,  Singapore

- 2002 e 2003:  Bulgaria,  Camerun,  Guinea,  Messico,  Siria

- 2003 e 2004:  Angola,  Cile,  Germania,  Pakistan,  Spagna

- 2004 e 2005:  Algeria,  Benin,  Brasile,  Filippine,  Romania

- 2005 e 2006:  Argentina,  Danimarca,  Grecia,  Giappone,  Tanzania

- 2006 e 2007:  Ghana,  Perù,  Qatar,  Rep. del Congo,  Slovacchia

- 2007 e 2008:  Belgio,  Indonesia,  Italia,  Panama,  Sudafrica

- 2008 e 2009:  Burkina Faso,  Costa Rica,  Croazia,  Libia,  Vietnam

- 2009 e 2010:  Austria,  Giappone,  Messico,  Turchia,  Uganda

- 2010 e 2011:  Bosnia ed Erzegovina,  Brasile,  Gabon,  Libano,  Nigeria

- 2011 e 2012:  Colombia,  Germania,  India,  Portogallo,  Sudafrica

- 2012 e 2013:  Azerbaigian,  Guatemala,  Marocco,  Pakistan,  Togo

- 2013 e 2014:  Argentina,  Australia,  Lussemburgo,  Corea del Sud,  Ruanda

- 2014 e 2015:  Ciad,  Cile,  Giordania,  Lituania,  Nigeria

- 2015 e 2016:  Angola,  Malaysia,  Nuova Zelanda,  Spagna,  Venezuela

- 2016 e 2017:  Egitto,  Giappone,  Senegal,  Ucraina,  Uruguay

- 2017 e 2018:  Bolivia,  Etiopia,  Kazakistan,  Svezia,  Italia (solo 2017)- Paesi Bassi (solo 2018)

- 2018 e 2019:  Costa d'Avorio,  Guinea Equatoriale,  Perù,  Kuwait,  Polonia

- 2019 e 2020:  Belgio,  Germania,  Indonesia,  Rep. Dominicana,  Sudafrica

- 2020 e 2021:  Niger,  Tunisia,  Saint Vincent e Grenadine,  Vietnam,  Estonia

- 2021 e 2022:  Kenya,  India,  Irlanda,  Messico,  Norvegia

- 2022 e 2023:  Albania,  Brasile,  Gabon,  Ghana,  Emirati Arabi Uniti

- 2023 e 2024:  Ecuador,  Giappone,  Malta,  Mozambico,  Svizzera

- 2024 e 2025:  Algeria,  Guyana,  Corea del Sud,  Sierra Leone,  Slovenia

- 2025 e 2026:  Danimarca,  Grecia,  Pakistan,  Panama,  Somalia

- 2026 e 2027:  Bahrein,  Colombia,  RD del Congo,  Lettonia,  Liberia

## Decisioni
Le decisioni del Consiglio di sicurezza sulle questioni non procedurali (e cioè sostanziali), come per esempio l'utilizzo di misure dirette per la risoluzione di conflitti, richiedono il voto positivo di nove membri. Ciononostante, è sufficiente il voto negativo di uno dei membri permanenti, il cosiddetto potere di veto, per annullare la decisione. L'idea del veto si deve in particolare a Winston Churchill, Franklin Delano Roosevelt, Harry Truman e Iosif Stalin.
Ci sono conseguenze per determinate situazioni particolari come l'astensione, la non partecipazione al voto e l'assenza. Sebbene la lettera dell'art. 27 della Carta delle Nazioni Unite disponga diversamente, l'astensione non è considerata pari al veto. Essa si configura in astensione obbligatoria e astensione volontaria; la prima è prevista nei casi in cui un membro permanente sia parte di una controversia per cui è in atto una soluzione pacifica; l'astensione volontaria è una prassi divenuta consuetudinaria e che non impedisce l'adozione di una delibera. La non partecipazione al voto di un Membro permanente non inficia la volontà del collegio per una determinata delibera e si differenzia dall'astensione e dall'assenza in quanto rimarca un implicito disaccordo sulla legittimità della delibera con la conseguente volontà di dissociarsene dagli effetti. L'assenza alla discussione (cosiddetto seggio vuoto) è riconducibile a due casi in cui il membro permanente assente fu in entrambi i casi l'URSS, la quale boicottò le riunioni in merito alla questione dello stazionamento delle truppe sovietiche in Azerbaigian e fu contro la presenza della Cina nazionalista nel Consiglio di sicurezza. Non si può dire che si sia consolidata una prassi in tal senso e parte della dottrina (Conforti) ritiene necessario interpretare l'assenza in maniera conforme alla volontà dello Stato. Dal 1945 i membri permanenti hanno fatto uso del diritto di veto per 279 volte.
Per l'elezione dei giudici della Corte internazionale di giustizia è sufficiente il voto favorevole di 8 membri e non è necessario quello dei membri permanenti.

## Misure
Il Consiglio può disporre di alcune misure, attribuite dagli artt. 40-42 della Carta delle Nazioni Unite:
- Misure provvisorie: hanno lo scopo di prevenire l'aggravarsi di una data situazione, inviti che però non devono pregiudicare diritti, pretese e posizioni delle Parti interessate. Nonostante opinioni diffuse e contrarie, non sono atti vincolanti o sanzionatori in senso stretto;
- Misure non implicanti l'uso della forza: il Consiglio può indirizzare gli Stati membri dell'ONU a certi comportamenti, che siano blandi come l'interruzione dei rapporti diplomatici, o più efficaci, come blocchi economici totali ed embarghi;
- Misure implicanti l'uso della forza: azione di polizia internazionale, prevista espressamente all'art.42 dello Statuto che può essere adottata solo contro uno Stato colpevole di aggressione, di minaccia alla pace, di violazione della pace, o in uno Stato nel quale sia presente una guerra civile.